# Rimvydas Turčinskas
Rimvydas Turčinskas (ur. 25 lutego 1956 w Kozłowej Rudzie) – litewski polityk, lekarz, od 2006 do 2008 minister zdrowia w rządzie Gediminasa Kirkilasa.

## Życiorys
W 1980 ukończył studia w Instytucie Medycznym w Kownie, specjalizował się w zakresie chirurgii urazowej. W 1981 rozpoczął pracę w centralnym szpitalu rejonu mariampolskiego. Był kolejno chirurgiem (1981–1983), zastępcą lekarza naczelnego ds. obsługi medycznej (1983–1985), zastępcą lekarza naczelnego ds. leczenia (1985–1989) i lekarzem naczelnym (1989–1998). W latach 1998–2004 zajmował stanowisko dyrektora szpitala.
Od 2003 należał do Partii Pracy. W 2004 został wybrany z listy tego ugrupowania do Sejmu. W latach 2006–2007 był członkiem Partii Demokracji Obywatelskiej. Od 2007 zasiadał we frakcji Litewskiej Partii Socjaldemokratycznej.
18 lipca 2006 został powołany na stanowisko ministra zdrowia. 18 czerwca 2008 złożył dymisję z zajmowanego stanowiska w związku z krytyką działalności służby zdrowia ze strony prezydenta Valdasa Adamkusa. 28 czerwca tego samego roku dymisja została przyjęta przez prezydenta.
W wyborach parlamentarnych w 2008 bez powodzenia ubiegał się o mandat poselski z ramienia socjaldemokratów. W 2009 objął funkcję doradcy dyrektora jednego z wileńskich szpitali.